# Ludovic (televisieserie)
Ludovic is een Nederlands-Duits-Canadese 3D stopmotion-animatieserie die werd geregisseerd door Co Hoedeman. Het is gebaseerd op de serie Four season in the life of Ludovic. De serie werd van 2009 tot 2011 vertoond. In Duitsland was de serie voor het eerst te zien op 6 juli 2009 bij KiKA onder de titel Benedikt der Teddybär. Van 25 december 2009 tot 6 mei 2011 werd het in Nederland uitgezonden op de KRO als onderdeel van KRO Kindertijd. Vanaf 17 mei 2011 werd de serie regelmatig herhaald. Ook zijn er van Ludovic drie dvd's uitgebracht met ieder 7 afleveringen. Er zijn in totaal 26 afleveringen van elke 12 minuten.

## Plot
Ludovic is een teddybeer van vier jaar oud, die samen met zijn ouders in een huis in een buitenwijk met een tuin woont. Hoewel hij zich meestal erg op zijn gemak voelt, is het soms moeilijk om zijn eigen weg te vinden. Ludovic onderzoekt elke dag nieuwe dingen in zijn omgeving. Hij gelooft in sprookjes en magie. Daarom heeft hij het vermogen in zijn verbeelding om voorwerpen tot leven te brengen. In zijn avonturen staat de altijd opgewekte huis-eend Walla aan Ludovic.

## Stemmen
| Personage | Ingesproken door | Opmerking                                        |
| --------- | ---------------- | ------------------------------------------------ |
| Ludovic   | Lukas Sprengers  | een jonge teddybeer van 4 jaar oud               |
| Laurie    | Anita Witzier    | moeder van Ludovic                               |
| Louie     | Oscar Siegelaar  | vader van Ludovic                                |
| George    | Jary Beekhuizen  | vriend van Ludovic, hij is een groene teddybeer  |
| Violet    | Jamie Lee Carlo  | nichtje van Ludovic, zij is een paarse teddybeer |

- Naast Ludovic en zijn nicht, vriend en ouders is ook de huis-eend Walla aanwezig in de serie, zij is altijd opgewekt.

## Afleveringen
| Afl. | Titel                      | Uitzenddatum     |
| ---- | -------------------------- | ---------------- |
| 1.   | Koekoek!                   | 25 december 2009 |
| 2.   | Het circus is in de stad   | 25 december 2009 |
| 3.   | Storm en donder            | 28 december 2009 |
| 4.   | Sneeuwpret                 | 28 december 2009 |
| 5.   | De logeerpartij            | 29 december 2009 |
| 6.   | De race                    | 29 december 2009 |
| 7.   | Het perfecte cadeau        | 30 december 2009 |
| 8.   | Gevonden voorwerpen        | 31 december 2009 |
| 9.   | Een modderige bende!       | 31 december 2009 |
| 10.  | Eend in nood               | 1 januari 2010   |
| 11.  | Kou gevat                  | 1 januari 2010   |
| 12.  | De monsterjacht            | 4 januari 2010   |
| 13.  | Wat zit er in de doos?     | 5 januari 2010   |
| 14.  | Napraten                   | 6 januari 2010   |
| 15.  | Sterren kijken             | 7 januari 2010   |
| 16.  | De kieskeurige eter        | 8 januari 2010   |
| 17.  | Tijd voor een dutje        | 11 januari 2010  |
| 18.  | Een klein ongeluk          | 2 mei 2011       |
| 19.  | Varken komt altijd terug   | 3 mei 2011       |
| 20.  | Waar is rubber eendje nou? | 5 mei 2011       |
| 21.  | Een bijzondere verrassing  | 6 mei 2011       |
| 22.  | Klaar voor vertrek         | 9 mei 2011       |
| 23.  | Een echte schat            | 10 mei 2011      |
| 24.  | Probeer het nog een keer   | 12 mei 2011      |
| 25.  | Een trofee voor de winnaar | 13 mei 2011      |
| 26.  | Een bijzondere verrassing  | 16 mei 2011      |